# Jóhann Berg Guðmundsson
Jóhann Berg Guðmundsson (českou transkripcí Jóhann Berg Gudmundsson; * 27. října 1990 Reykjavík) je islandský profesionální fotbalista, který hraje na pozici křídelníka za anglický klub Burnley FC a za islandský národní tým, jehož je kapitínem.

## Reprezentační kariéra
Guðmundsson hrál za islandské mládežnické reprezentační výběry U19 a U21.
V A-mužstvu Islandu debutoval 20. 8. 2008 v přátelském utkání v Reykjavíku proti reprezentaci Ázerbájdžánu (remíza 1:1). Zúčastnil se kvalifikace na EURO 2016 ve Francii, z níž se islandský národní tým poprvé v historii probojoval na evropský šampionát.
Dvojice trenérů islandského národního týmu Lars Lagerbäck a Heimir Hallgrímsson jej zařadila do závěrečné 23členné nominace na EURO 2016 ve Francii. Na evropském šampionátu se islandské mužstvo probojovalo až do čtvrtfinále, kde podlehlo Francii 2:5 a na turnaji skončilo.